# Gábor Fodor
Gábor Fodor (n. 27 septembrie 1962, Gyöngyös, Heves, Ungaria) este un avocat maghiar, om politic liberal, membru al Masei rotunde a opoziției, deputat din 1990 până în 1993, din 1994 până în 2009 și din 2014 până în 2018. Ulterior, a fost membru al Consiliului Europei delegat de Parlamentul Ungariei între 1991 și 1993. Ministrul educației din 1994 până în ianuarie 1996, mai târziu în 2007 și Între 2008 a fost ministru al mediului și apelor, iar din iunie 2008 până în iulie 2009 a fost președintele Asociației Democraților Liberi, iar apoi al Partidului Liberal Ungar între 2013 și 2019. Din 2019 este directorul Institutului de Cercetare pentru Schimbarea Sistemului Central European, pe care l-a fondat.